# Twist (chokolade)
Twist er en konfektblanding, der fremstilles af den svenske konfektionsvirksomhed Marabou. Twist sælges i poser, som indeholder indpakkede stykker chokoladekonfekt af forskellige typer. Indholdet fornyes stadig, og chokoladetyper kommer og går. Lakrids, Japp og Cocos er nu de tre eneste typer som har været med helt fra starten. Navnet kommer af indpakningsmetoden, noget som var en nyskabelse, da Twist blev lanceret.
Twist blev lanceret i Norge i 1957 af den norske konfektionsvirksomhed Freia og blev hurtigt populær. Fra 1957 til 1963 måtte chokoladen monolit tages ud af produktion til fordel for Twist. Efterhånden kom Twist også til de andre nordiske lande Sverige (1958), Danmark (1963) og Finland (1964), men størsteparten af forbruget står nordmændene for; der sælges tre gange så meget Twist i Norge som i Sverige.[kilde mangler]
Freia blev i 1993 overtaget af Kraft Foods, der kort efter flyttede produktionen til et andet Kraft-selskab, Marabou. Kraft Foods udskilte i 2012 sine konfektureaktiviteter til Mondelez International, der i dag er indehaver af mærket.